# Stereophyllum omalosekos
Stereophyllum omalosekos là một loài Rêu trong họ Stereophyllaceae. Loài này được (Welw. & Duby) A. Jaeger miêu tả khoa học đầu tiên năm 1880.